# Hochstetterbaai
Het Hochstetterbaai (Deens: Hochstetterbugten) is een grote baai in Nationaal park Noordoost-Groenland in het oosten van Groenland.

## Geografie
De baai heeft een lengte van meer dan 75 kilometer en is zonder de zijtakken en -baaien in rekening te nemen noord-west zuidoost georiënteerd. De baai mondt in het zuidoosten uit in de Groenlandzee. Ook in het noorden verbindt de Shannon Sund de baai met de Groenlandzee. Andere aansluitende wateren zijn in het noordwesten het Ardencaplefjord, het Grandjeanfjord en het Fligelyfjord en in het zuiden het Lindemanfjord.
Ten noordoosten van de baai liggen het Hochstetter Forland en het eiland Shannon, ten zuiden van de baai liggen het eiland Sabine Ø, Wollaston Forland en het eiland Kuhn Ø en ten westen ligt het Th. Thomsenland en het C.H. Ostenfeldland.
De eerstvolgende inham ligt op meer dan 100 kilometer naar het noorden met de Dove Bugt en de Store Bælt en op ongeveer 75 kilometer naar het zuidwesten met de Gael Hamke Bugt.